# 磺溪書院
磺溪書院（俗稱文昌祠）位於臺灣臺中市大肚區磺溪里文昌路上的古蹟。書院的前身稱為「西雝社」亦稱為「文昌會」，是當代文人士子的結集之所。西雝社創建於清嘉慶四年（1799年），後來在光緒十三年（1887年）再擴建成為「磺溪書院」。
在民國七十五年（1986年），經中華民國內政部列為第三級古蹟。

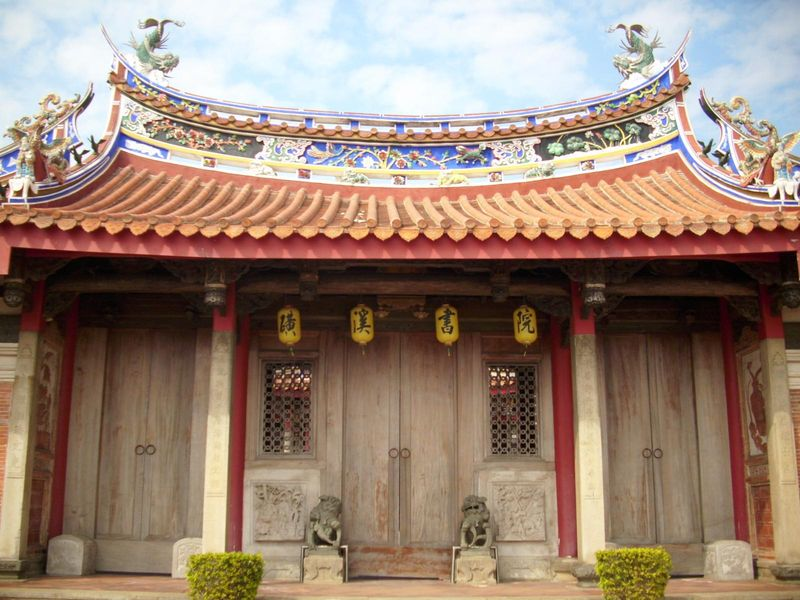
磺溪書院大門。

## 歷史

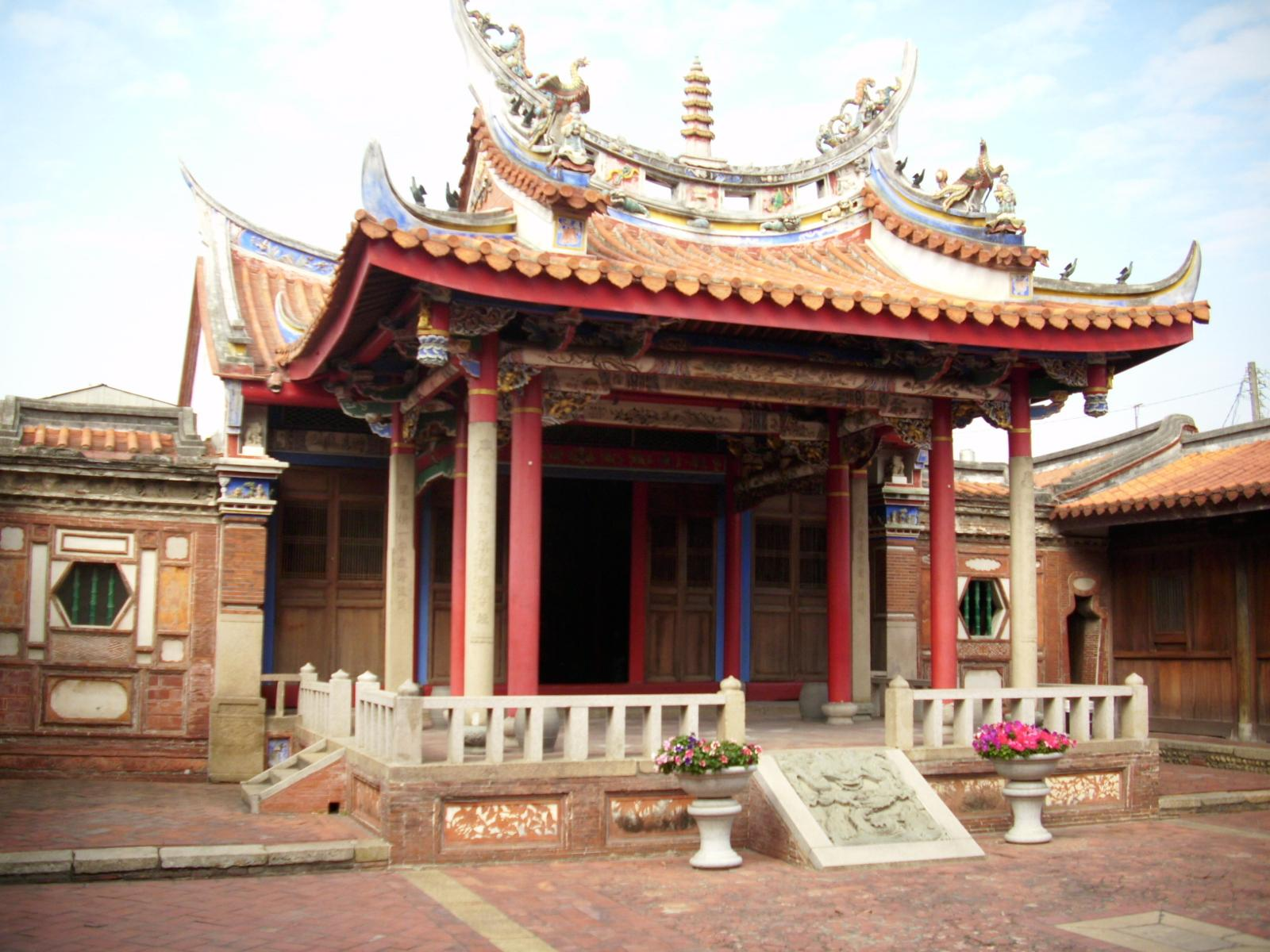
磺溪書院拜亭。

西雝社是清朝居住在今臺中市烏日區的舉人楊占鰲（清道光十九年舉人）下寮尾座（今磺溪里）仕紳趙順芳所創建，原本是一些文人士子以文會友的集會場所，同時也有許多士紳募集善款當作學租招收孤寒學子，所以也有義塾的用途。後來有感於該區的文教風氣尚嫌不足有待發揚，所以經趙順芳還有趙順芳之子趙壁興、夥同汴仔頭（今永順里）商號-蔡勝記的蔡燦雲、蔡瀚雲兄弟商議(蔡瀚雲後擔任日治時期台中州大甲郡龍井庄/今龍井區庄長)。由仕紳蔡燦雲、蔡瀚雲、與張錦上等人號召領頭，再度發動社員募集，籌建「文昌廟」，並在文昌廟中開闢「磺溪書院」，於光緒16年（1890年）竣工，廣招大肚下堡地區（今大肚區、龍井區、烏日區等臺中市市轄區）的學子，作育英才。
日治時代雖然磺溪書院被迫停止了教育，不過日軍的近衛師團曾經在此進駐，所以都還維持著不錯的狀態。昭和十年（1935年）12月5日，以「大肚舍營所」的名義與其他的「北白川宮能久親王御遺跡」一起被臺灣總督府指定為史蹟:220:28。戰後台灣義務教育普及，大肚國小曾暫借書院，作為鄰近村落學子上課的教室，前國立清華大學校長陳文村即曾在磺溪書院接受小學一、二年級啟蒙教育。但是戰後，磺溪書院數度遭竊與變賣其廟產，在1959年時更遭逢八七水災，屋宇與門牆都遭到嚴重的破壞。直到1984年大肚鄉公所聘請著名建築學者研究調查，1985年經由中央政府與地方政府出資進行修復工程，並且名列第三級古蹟。
民國八十八年（1999年）9月21日的集集大地震之後，原臺中縣（今臺中市）共有14古蹟遭到損壞，磺溪書院也曾經被外觀判定為「有立即性危險」的建物，不過所幸受損情況並不嚴重，並在民國九十一年（2002年）底修復完成。

## 近代沿革與影響
台灣日治時期雖然日本大力的在臺灣推行日本教育，但是剛開始書院的傳統教育並未被中止，但是當時滿清棄臺割讓，即使在書院中學到傳統的教育，也無法與當時一般的社會接軌。所以後來經過當地人向日本政府申請，於1899年（明治32年）3月16日獲准成立「大肚公學校」（今臺中市大肚區大肚國民小學），首任校長是日本人木村左市郎，學校成立之初即以磺溪書院充當校舍。之後在1901年經過當時文昌祠的爐主趙壁等三十多人，將廟後的十多甲土地捐贈給學校，1909年大肚公學校就在磺溪書院後方建立了新校舍。
1938年之後大肚公學校遷址到現址，書院捐贈的土地被他人非法侵佔、變賣，導致磺溪書院只剩數千坪土地。書院甚至在1945年之前，美國盟機曾經空襲過臺灣，書院的三川殿跟廂房都曾被炸彈波及。在戰後，許多書院的資產不是被外移就是被侵占，收入來源也完全中斷，戒嚴時期政府與民間也無人願意妥善管理。另外在1959年發生八七水災，大肚溪的溪水氾濫，夾雜大量泥沙重創磺溪書院。而當時負責管理的趙維孝等人也遠走他鄉，任由書院的建材與文物資產被偷，加速了書院的荒廢。
1984年（民國73年）時任大肚鄉鄉長林振祥、陳榮懷以及大肚國小的校長雒繼光等人，感到磺溪書院傳承著重要文化的資產，於是與聘請著名的建築學者漢寶德教授勘察研究，於1985年（民國74年）8月19日經臺灣省政府正式指定磺溪書院文昌祠為國家三級古蹟，並動工執行修復工程。
在修復工程之前，已經有大量的產物都遭竊；甚至在修復中，書院之中原本有兩個古匾「雅歌孝友」與「經天緯地」，是在光緒年間由御前侍衛廖錦華所立，其中「雅歌孝友」也讓竊賊藉由修復工程所搭起的鷹架之便偷走了。不過雖然飽經各種事件的阻擾，也在行政院文化建設委員會、內政部民政司、臺灣省政府民政廳以及台中縣政府等單位的協助，以及漢光建築師事務所設計監造、勝記營造公司負責施工後，於1989年（民國78年）3月2日正式竣工，總修復費用約新台幣一千四百九十多萬元。
自從西雝社成立以來，經由文昌祠的改建一直到民國政府修復為止，磺溪書院經歷了各種不同的天災與人禍摧殘，但是因為書院的成立，帶給了臺中市、彰化縣一帶的文化教育有很深的影響。

## 結構
磺溪書院內祭拜有五尊神明文昌帝君、孚佑帝君、文衡帝君、朱衣星君與魁斗星君，合稱為「五文昌」，是古時科舉時代掌管所有考試的神明。內設有大殿與拜殿，所以俗稱文昌祠或文昌廟，建築的樣式屬於傳統的閩南式合院型態，是一間結合學堂與廟宇的四合院。
建築材料的使用除了紅磚瓦片之外，還有泉州白（花崗岩）、青石等石材搭配福杉等建造而成。門廳比地面高出三階，講堂則高出五階。在講堂之前有個高約60公分的小「月臺」，月臺之上築有拜亭，這是磺溪書院的特色造型。
磺溪書院整個建築相當考究，細部裝飾到特殊的屋頂型態都是很華麗的結構。平面的設計呈現出一般民宅與孔廟之間的結合，立面上的構造也是在閩南式建築之中相當罕見。

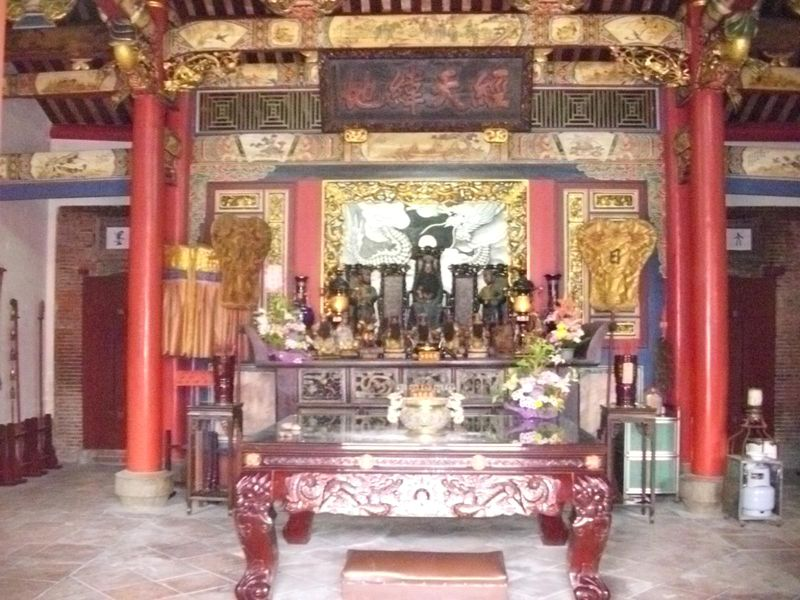
大殿裡的文昌帝君
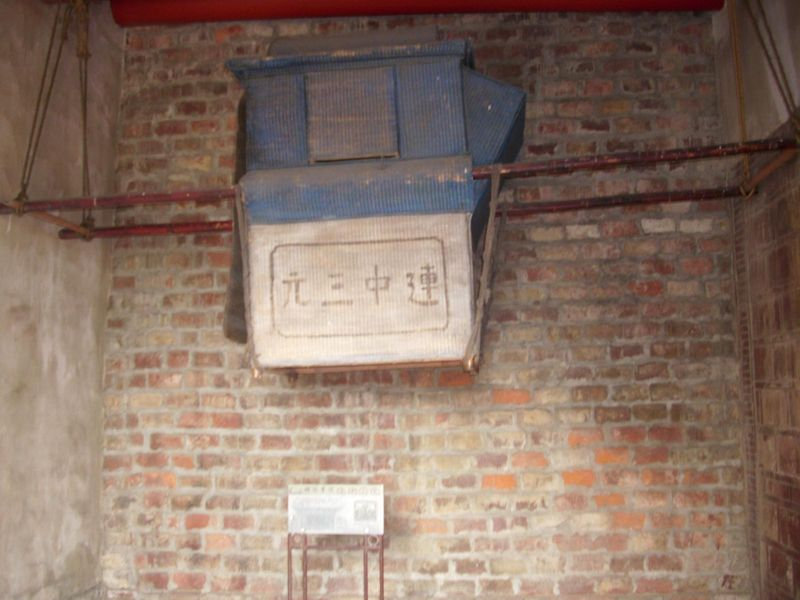
狀元轎

## 交通
臺中市公車（站名：橫溪里）
- 豐原客運：237

## 外部連結
- 磺溪書院—臺中市文化資產處 （页面存档备份，存于）